# Роказека
Роказека (итал. Roccasecca) је насеље у Италији у округу Фрозиноне, региону Лацио.
Према процени из 2011. у насељу је живело 1479 становника. Насеље се налази на надморској висини од 240 м.

## Становништво
Према резултатима пописа становништва 2011. у општини је живело 7.536 становника.
| 1931. | 1936. | 1951. | 1961. | 1971. | 1981. | 1991. | 2001. | 2011. |
| ----- | ----- | ----- | ----- | ----- | ----- | ----- | ----- | ----- |
| 7.573 | 7.764 | 7.456 | 6.628 | 6.143 | 6.616 | 7.327 | 7.442 | 7.536 |

## Партнерски градови
- Кроаси Бобур, Priverno, Belcastro